# Strage degli innocenti (Poussin)
Strage degli Innocenti è un dipinto di Nicolas Poussin, completato in una data non meglio precisata tra il 1625 ed il 1629 e custodito al Museo Condé di Chantilly.

## Storia
La datazione dell'opera è incerta; se per alcuni critici rappresenta un esempio di produzione del periodo giovanile, potendo quindi essere datata attorno al 1625, per altri studiosi si avvicina più a opere quali Martirio di Sant'Erasmo e Apparizione della Vergine a san Giacomo il Maggiore, conservate rispettivamente nella pinacoteca Vaticana e al Louvre.
Realizzata a Roma, nel 1638 fa parte del corpus di opere della collezione Giustiniani. Nel 1807 arriva a Parigi insieme al resto della collezione, passando tra le mani di Luciano Bonaparte, Maria Luisa di Borbone-Spagna e Carlo II di Parma. Successivamente verrà venduto quattro volte, nel 1840, 1841, 1846 e 1854. Nel 1880 entra a far parte dei possedimenti del castello di Chantilly.

## Descrizione e stile
Basato sull'omonimo episodio presentato nel Vangelo di Matteo, il dipinto rappresenta la scena ispirandosi profondamente ad un'opera di Guido Reni sullo stesso tema e custodita nella Pinacoteca Nazionale di Bologna. Il pittore francese decide di centrare l'attenzione sull'uccisione di un neonato da parte di un soldato, il quale si getta sul corpo del bambino brandendo la spada e ignorando la disperazione della madre che cerca di ostacolarlo.
Alle spalle di questa scena sono raffigurate quattro figure femminili, tre delle quali portano tra le braccia i propri figli presumibilmente uccisi; una di queste viene mostrata mentre scruta verso l'atto dell'omicidio dell'infante, prospetticamente posta nello spazio tra le gambe del soldato.